# Союз кураистов Республики Башкортостан
Союз кураистов Республики Башкортостан (баш. Башҡортостан Республикаһы ҡурайсылар берекмәһе) — общественная организация и творческий союз Республики Башкортостан.
Цель Союза — сохранение, развитие национального инструментального творчества, создание кураистам и всем исполнителям на традиционных башкирских музыкальных инструментах условий, способствующих их успешной творческой и концертной деятельности.
Адрес: 450001, Республики Башкортостан, г. Уфа, ул. Кустарная, д. 17.

## История
В 1998 году по инициативе I съезда кураистов в Уфе была создана общественная организация кураистов — Союз кураистов Башкортостана.
В 2003 году по решению Кировского районного суда города Уфы прекращает своё существование. В 2007 году по инициативе делегатов II республиканского съезда кураистов организация была воссоздана.
В 2016 году по решению голосования делегатов lll республиканского съезда кураистов председателем был выбран Заслуженный работник культуры РБ Артур Гайсаров. По инициативе делегатов съезда союз переименован в «Союз кураистов Российской Федерации».

## Деятельность
Союз кураистов Республики Башкортостан насчитывает около 150 членов и занимается вопросами возрождения и развитие культурного и духовного наследия башкирского народа, исполнительского мастерства игры на курае, а также на других традиционных башкирских музыкальных инструментах, сохранением и приумножением художественных ценностей, составляющих достояние музыкальной культуры башкирского народа, увековечиванием памяти ушедших из жизни мастеров курая.
Союз кураистов оказывает помощь молодым кураистам и исполнителям на традиционных башкирских музыкальных инструментах и мастерам изготовителям в совершенствовании профессионального мастерства, оказывает содействие учебным заведениям в подготовке кадров традиционного музыкального исполнительства и фольклора, организует конференции, конкурсы, фестивали и семинары.
Союз организовывает йыйыны (съезды) кураистов, имеющие свою историю с 1912 года.
Союз проводит фестивали и конкурсы кураистов в различных городах Республики Башкортостан:
- в г. Октябрьском — Республиканский праздник курая (с 2001 года);
- в с. Зилаир Зилаирского района — конкурс имени Ишмуллы Дильмухаметова[3] (с 2003 года);
- в г. Уфе — конкурс имени Адигама Искужина[4][5] (с 2008 года);
- конкурс имени Вакиля Шугаюпова;
- в с. Исянгулово Зианчуринского района имени Н. Т. Хасанова;
- в с. Акъяр Хайбуллинского района — конкурс имени Юмабая Исянбаева[6][7];
- в г. Кумертау — городской конкурс «Юный кураист» и др.

Союзом кураистов была организована республиканская научно-практическая конференция «Традиционное музыкальное искусство и перспективы». В Ишимбайском районе прошёл концерт в защиту священного шихана юрматинцев Торатау, организатором которой выступил Союз кураистов республики.

## Председатели союза
- Юмагузин В. Я. (1998—2000)
- Аиткулов, Азат Миннигалеевич (2007—2010)
- Султангареев Ильшат Рашитович (2010—2016)
- Гайсаров Артур Борханович (с 2016 года)

## Тривия
Когда победителем конкурса «Семь чудес Башкортостана» на праздничном мероприятии объявили курай, в поддержку национального музыкального инструмента на сцену Конгресс-холла вышли множество кураистов самого разного возраста. Вручая символ акции председателю Союза кураистов РБ Азату Аиткулову, заместитель министра культуры и национальной политики РБ Камиля Давлетова, отметила, что сегодня курай как символ дружбы и единства народов Башкортостана ещё раз подтвердил свою значимость для нашей республики.